# CD Projekt
CD Projekt S.A., in passato CD Projekt Sp. z.o.o., è una software house polacca impegnata nello sviluppo e nella distribuzione di videogiochi, con sede a Varsavia, fondata nel 1994 da Marcin Iwiński e Michał Kiciński. Iwiński e Kiciński operavano nella vendita di videogiochi prima di fondare la società. CD Projekt è meglio conosciuta per la loro serie di videogiochi dedicati alla Saga di Geralt di Rivia (tra cui The Witcher e relativi sequel) e il loro servizio di distribuzione digitale GOG.com, divenendo una tra le prime e più note case di sviluppo del suo settore in Polonia.
La compagnia iniziò il suo percorso con la traduzione in lingua polacca dei principali videogiochi occidentali, collaborando con Interplay Entertainment per i due capitoli di Baldur's Gate. CD Projekt intraprese poi i lavori per la versione Microsoft Windows di Baldur's Gate: Dark Alliance ma quando Interplay ebbe difficoltà finanziarie, lo sviluppo del gioco fu annullato. La società polacca decise quindi di riutilizzare il codice sorgente per un progetto interno: The Witcher, un action RPG basato sulle opere letterarie di Andrzej Sapkowski.
Dopo la pubblicazione di The Witcher, CD Projekt cominciò lo sviluppo di una versione per console chiamata The Witcher: White Wolf; il gioco entrò però in development hell e l'aumento dei costi di sviluppo portò la società quasi sull'orlo del collasso finanziario, costringendoli ad annullare la conversione. CD Projekt pubblicò successivamente The Witcher 2: Assassins of Kings nel 2011 e The Witcher 3: Wild Hunt nel 2015, quest'ultimo vincitore di diversi premi come "Gioco dell'Anno". Il seguente progetto dell'azienda è Cyberpunk 2077, un action RPG basato sul gioco da tavolo Cyberpunk 2020.
GOG.com, il servizio di distribuzione digitale di videogiochi, venne creato da CD Projekt per aiutare i giocatori a riscoprire i grandi classici del passato, con l'obiettivo di offrire agli appassionati giochi liberi dai sistemi DRM. Il servizio è stato poi ampliato per la vendita dei più recenti videogiochi ad alto budget così come videogiochi indipendenti. Nel tempo l'azienda si è fortemente opposta alle politiche "DRM" nei videogiochi e si augura che la pratica del contenuto scaricabile gratuito diventi uno standard del settore videoludico. CD Projekt ritiene il mantenere fortemente la propria indipendenza come una delle strategie più importanti. A settembre 2017, era la più grande azienda di videogiochi quotata in borsa in Polonia, per un valore di circa 2,3 miliardi di dollari.
Il 27 giugno 2024 la società ha pagato agli investitori un dividendo di 1 PLN per azione. Il valore del dividendo è stato di 99.910,51 zloty e il tasso di dividendo è stato dello 0,72%.

## Storia

### Anni 90: primi tempi e distribuzioni software
La software house è nata a Varsavia nel 1994, durante il difficile periodo pochi anni dopo la fine della Repubblica Popolare di Polonia e della dissoluzione dell'Unione Sovietica. Nei mesi tra maggio e ottobre vi fu il periodo durante il quale l'azienda cominciò a crescere e ad irrobustirsi. All'epoca, in Polonia, non erano molte le aziende che volevano svolgere il lavoro di CD Projekt, che per il primo anno dovette però vendere solo prodotti importati dagli Stati Uniti d'America.
L'azienda, inoltre, rimediava i prodotti tramite intermediari esterni che rendevano il processo di acquisizione e distribuzione lungo e lento. Per risolvere questo problema CD Projekt cercò continuamente di mettersi in contatto diretto con gli sviluppatori, riuscendo nel cominciare a distribuire software sul territorio polacco, direttamente da chi lo sviluppava.
Nel giro di un solo anno, la software house, iniziò ad ottenere un certo fatturato e contribuì ad accrescere l'interesse del mercato polacco in prodotti multimediali; in questo periodo CD Projekt venne incaricata di preparare anche le versioni in lingua polacca di manuali dei giochi più importanti. Alla lista degli sviluppatori che si affidarono all'azienda si aggiunsero anche nomi di prestigio tra i quali Interplay Entertainment e Ubisoft Blue Byte.

Logo di CD Projekt dal 1994 al 2014.

Successivamente, anche Blizzard Entertainment, affidò a CD Projekt la distribuzione di Warcraft II: Tides of Darkness; il gioco, grazie alla software house, arrivò a vendere più di 2.000 copie sul territorio polacco.
Nel 1996, pure Psygnosis decise di lasciare a CD Projekt la distribuzione in Polonia dei suoi giochi, e segnò un cambiamento nel loro lavoro, in quanto da quel momento venivano tradotte anche le copertine dei giochi. Furono dei successi giochi come Destruction Derby e The Settlers II: Veni, Vidi, Vici; inoltre il prezzo di vendita dei titoli, distribuiti sul territorio polacco, calo di quasi il 20%, e vennero create le prime offerte per giochi a basso costo.
Il 1997 fu un anno importantissimo per la software house in quanto, con il rilascio della killer application Diablo, la traduzione in lingua polacca dei prodotti, fu estesa fino alla completa localizzazione dei giochi stessi con sottotitoli e quant'altro. Nel 1998, invece, anche Infogrames decise di concedere la distribuzione polacca di Anno 1602 a CD Projekt; l'azienda continuò ad accumulare successo ed offriva, infatti, rispetto alla concorrenza, prezzi sempre più bassi pari anche a 69 złoty (circa 17 euro).
La software house si avvicinò alle porte del III millennio, con la distribuzione di un ultimo grande successo: Baldur's Gate dei BioWare; il gioco vendette infatti la straordinaria cifra di ben oltre 18.000 copie in Polonia, decretando CD Projekt, leader nel suo settore.

### Anni 2000: nascono CD Projekt RED,The WitchereGOG.com
Nel 2000, con la distribuzione che CD Projekt effettuò in Polonia di videogiochi quali gli osannati Diablo II e Baldur's Gate II: Shadows of Amn, il suo fatturato crebbe di oltre il doppio, per il secondo anno consecutivo. Almeno il 70% dei videogiochi distribuiti e completamente tradotti in lingua polacca, erano posti sotto la mano di CD Projekt. Nel 2001 la somma totale dei giochi distribuiti dalla software house in Polonia era di oltre 870.000 copie.
Nel 2002 accadde per CD Projekt una vera svolta: oltre all'apertura di un sito web, l'azienda creò CD Projekt RED, uno studio dedicato completamente allo sviluppo di videogiochi, che in quel momento iniziò a lavorare su un action RPG basato sui racconti di Andrzej Sapkowski. Stava nascendo The Witcher. Quello stesso anno le copie totali dei giochi distribuiti sul territorio polacco superarono le 1,1 milioni, segnando un drastico aumento, e permettendo alla software house di aprire una filiale a Praga.
Durante il 2003, altre 15 persone furono ingaggiate per il work in progress di The Witcher, mentre venne creato un sistema di registrazione elettronica dei videogiochi su Internet per gli utenti. Anche quest'anno il numero di copie distribuite da CD Projekt aumentò, arrivando a 1,4 milioni. L'anno seguente l'azienda distribuì, in Polonia, Warhammer 40.000: Dawn of War e siglò accordi di distribuzione con ulteriori importanti aziende quali THQ, e Microsoft; contemporaneamente venne lanciato il sito web ufficiale di The Witcher.

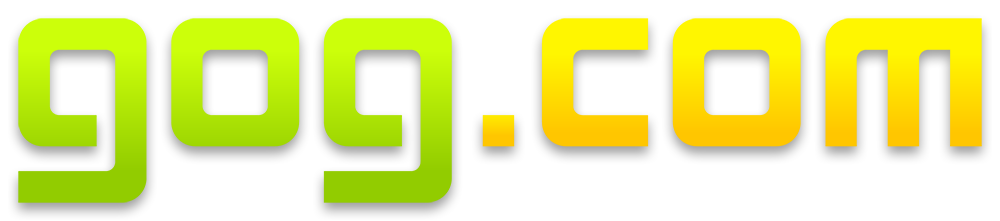
Logo di GOG.com dal 2008 al 2014.

Nel 2005 ormai ben 120 persone erano impegnate sullo sviluppo di The Witcher, che venne mostrato a Lipsia ed all'Electronic Entertainment Expo. Durante quest'anno CD Projekt si occupò della distribuzione di molti giochi tra i quali SWAT 4 ed Age of Empires III: Age of Discovery; inoltre l'azienda aprì un portale online per vendere giochi fisicamente, al pari di eBay, noto con il nome di gram.pl che riscosse grande successo. L'anno seguente i profitti aumentarono del 56% portando un utile pari a ben oltre 86 milioni di złoty, con oltre 2,35 milioni di copie di videogiochi distribuite in tutto il paese; in occasione del lancio del loro gioco, CD Projekt si accordò con Atari per la pubblicazione del titolo in tutta Europa e negli Stati Uniti d'America.
The Witcher, con un budget finale di 20 milioni di złoty (5 milioni di euro), venne pubblicato nel 2007 e ricevette un'ottima accoglienza da parte della critica e del pubblico, vendendo in pochi mesi oltre 600.000 copie in tutto il mondo. Grazie a questo titolo, l'utile di CD Projekt arrivò a oltre 135 milioni di złoty, con oltre 3,27 milioni di copie di videogiochi pubblicati. Durante questo periodo venne annunciato anche They, uno sparatutto in prima persona, sotto sviluppo dei CD Projekt RED.
Nel 2008, seguendo l'esempio di Steam, CD Projekt lanciò la sua piattaforma per la distribuzione di giochi in digitale: GOG.com. Scopo principale del sistema, come si deduce dal nome - Good Old Games (i buoni vecchi giochi), era la vendita volta al retrogaming e al riscoprire i grandi classici videoludici del passato.
A settembre 2009, CD Projekt, annunciò che CD Projekt RED era al lavoro sul seguito di The Witcher: The Witcher 2: Assassins of Kings.

### Anni 2010: da The Witcher 3 a Cyberpunk 2077
Nel gennaio 2010, CD Projekt annullò lo sviluppo dello sparatutto in prima persona They, preferendo puntare le proprie risorse sul secondo capitolo della saga di Geralt di Rivia.
Nel 2011, CD Projekt, pubblicò The Witcher 2: Assassins of Kings che ricevette un'accoglienza ottima sia su PC che su Xbox 360, replicando il successo del primo capitolo; il gioco arrivò a vendere oltre 940.000 copie in due mesi soltanto, di cui 250.000 in digitale tramite Steam e GOG.com. Il titolo venne afflitto fin da subito, tuttavia, da problemi legati a copie illegali e pirateria informatica nonostante il SecuROM; benche CD Projekt utilizzò inizialmente politiche di DRM per bloccare la pirateria, ebbe da ricredersi però pochi mesi dopo affermando che «Non useremo mai più un DRM, significherebbe solo complicare le cose ulteriormente». Allo stesso tempo, però, l'azienda si impegnò per combattere la pirateria, specialmente in Germania, dove era molto diffusa, mobilitando uno studio legale per perseguire penalmente il reato con multe anche di 1.200 dollari.
A 2012 inoltrato CD Projekt annunciò un nuovo action RPG a tema fantascientifico-cyberpunk, che diventerà noto poi come Cyberpunk 2077. L'anno successivo affermò ufficialmente che era in lavorazione anche il seguito di The Witcher 2: Assassins of Kings: The Witcher 3: Wild Hunt; che costerà alla software house ben 81 milioni di dollari.
The Witcher 3: Wild Hunt venne pubblicato nel 2015, e accolto da una travolgente apprezzamento del fandom e della critica, vincendo anche un titolo "Gioco dell'Anno" ai The Game Awards. Questo terzo capitolo arriverà a vendere oltre 6 milioni di copie nel giro di poco più di un mese, portando a CD Projekt un utile netto di 42,6 milioni di złoty. In questo periodo il numero di sviluppatori presenti in CD Projekt aumentò fino a raggiungere i 250 circa.
Dopo il terzo videogioco dedicato alla saga di Geralt di Rivia, CD Projekt annunciò che, almeno fino a nuovo avviso, avrebbe messo da parte quest'ultima, per dedicarsi a progetti futuri.  Collaborando assieme all'autore di giochi ed originale ideatore di Cyberpunk 2020, Mike Pondsmith, CD Projekt si è lanciata a pieno ritmo nello sviluppo di Cyberpunk 2077, videogioco di ruolo che riprenderà il più fedelmente possibile le regole di Interlock system, l'ambientazione nella futuristica Night City e che comprenderà sia una modalità singolo giocatore che una funzionalità multigiocatore.
Cyberpunk 2077, soggetto per molti anni a rinvii, fu infine lanciato a fine 2020. Il gioco viene inizialmente tempestato di critiche da parte del pubblico, data l'elevata quantità di bug presenti nel videogioco, minandone l’esperienza di gioco.

## Prodotti

### Videogiochi
| Titolo                                     | Data              | Piattaforme                                                               |
| ------------------------------------------ | ----------------- | ------------------------------------------------------------------------- |
| The Witcher                                | 26 ottobre 2007   | Windows                                                                   |
| The Witcher 2: Assassins of Kings          | 17 maggio 2011    | Windows Xbox 360                                                          |
| The Witcher Adventure Game                 | 19 novembre 2014  | Windows macOS Android iOS                                                 |
| The Witcher Battle Arena                   | 22 gennaio 2015   | Android iOS                                                               |
| The Witcher 3: Wild Hunt                   | 19 maggio 2015    | Windows Xbox One PlayStation 4 Switch PlayStation 5 Xbox Series X/S       |
| The Witcher 3: Wild Hunt – Hearts of Stone | 13 ottobre 2015   | Windows Xbox One PlayStation 4                                            |
| The Witcher 3: Wild Hunt – Blood and Wine  | 31 maggio 2016    | Windows Xbox One PlayStation 4                                            |
| Gwent: The Witcher Card Game               | 23 ottobre 2018   | Windows Xbox One PlayStation 4 Android iOS                                |
| Thronebreaker: The Witcher Tales           | 23 ottobre 2018   | Windows Xbox One PlayStation 4 Switch Android iOS                         |
| The Witcher: Monster Slayer                | 21 luglio 2021    | Android iOS                                                               |
| Cyberpunk 2077                             | 10 dicembre 2020  | Windows Xbox One Xbox Series X/S PlayStation 4 PlayStation 5 Stadia macOS |
| Cyberpunk 2077: Phantom Liberty            | 26 settembre 2023 | Windows PlayStation 5 Xbox Series X/S                                     |
| Gwent: Rogue Mage                          | 7 luglio 2022     | Windows Android iOS                                                       |
| Roach Race                                 | 6 settembre 2022  | Android iOS                                                               |
| The Witcher Remake                         | TBA               | TBA                                                                       |
| The Witcher IV                             | TBA               | TBA                                                                       |
| Project Hadar                              | TBA               | TBA                                                                       |
| Project Orion                              | TBA               | TBA                                                                       |
| Project Sirius                             | TBA               | TBA                                                                       |

### Altri
| Titolo    | Data           | Tipologia      |
| --------- | -------------- | -------------- |
| GOG.com   | 1º agosto 2008 | Sito web       |
| REDengine | 17 maggio 2011 | Motore grafico |